# Федорова криниця

Федорова криниця

Федорова криниця — джерело в селі Яромирка Городоцької громади Хмельницької області, відоме завдяки місцевим легендам та щорічним традиціям освячення води на Богоявлення.

## Легенда
За переказами, на початку XIX століття неподалік хутора Вербична мешкав господар Іван Пшеничний, який розводив гусей. Одного разу птиця заблукала й дійшла до мальовничої місцевості під горою, де било потужне джерело. Там за гусьми доглядав місцевий чоловік на ім’я Федір, який усе життя опікувався джерелом.
На знак вдячності за людську доброту Пшеничний викарбував на камені прізвище «Федоров» та опустив його на дно джерела. Відтоді криницю почали називати Федоровою.

## Історія
У XIX столітті джерело використовували місцеві жителі та слуги пана Садовського, який володів землями. Тут напували коней і навіть купали гусей. Місцеві перекази свідчать, що джерело завжди було пов’язане з дбайливістю Федора.

## Сучасність
З діда-прадіда у селі Яромирка зберігалася традиція освячення води на Богоявлення. У 2016 році силами місцевих жителів та за фінансової підтримки Юрія Осецького було облаштовано місце для зведення каплички.
24 грудня 2017 року каплицю освятили п’ять священиків. На початку 2018 року було споруджено купіль для Водохреща, а 18 січня того ж року поряд із каплицею встановлено хрест. Надалі територія навколо джерела облаштовувалася: встановлено огорожу, розбито клумби, висаджено квіти.

Капличка біля Федорової криниці

Тут можна вставити фото каплички або джерела через кнопку «Вставити → Зображення».

## Значення

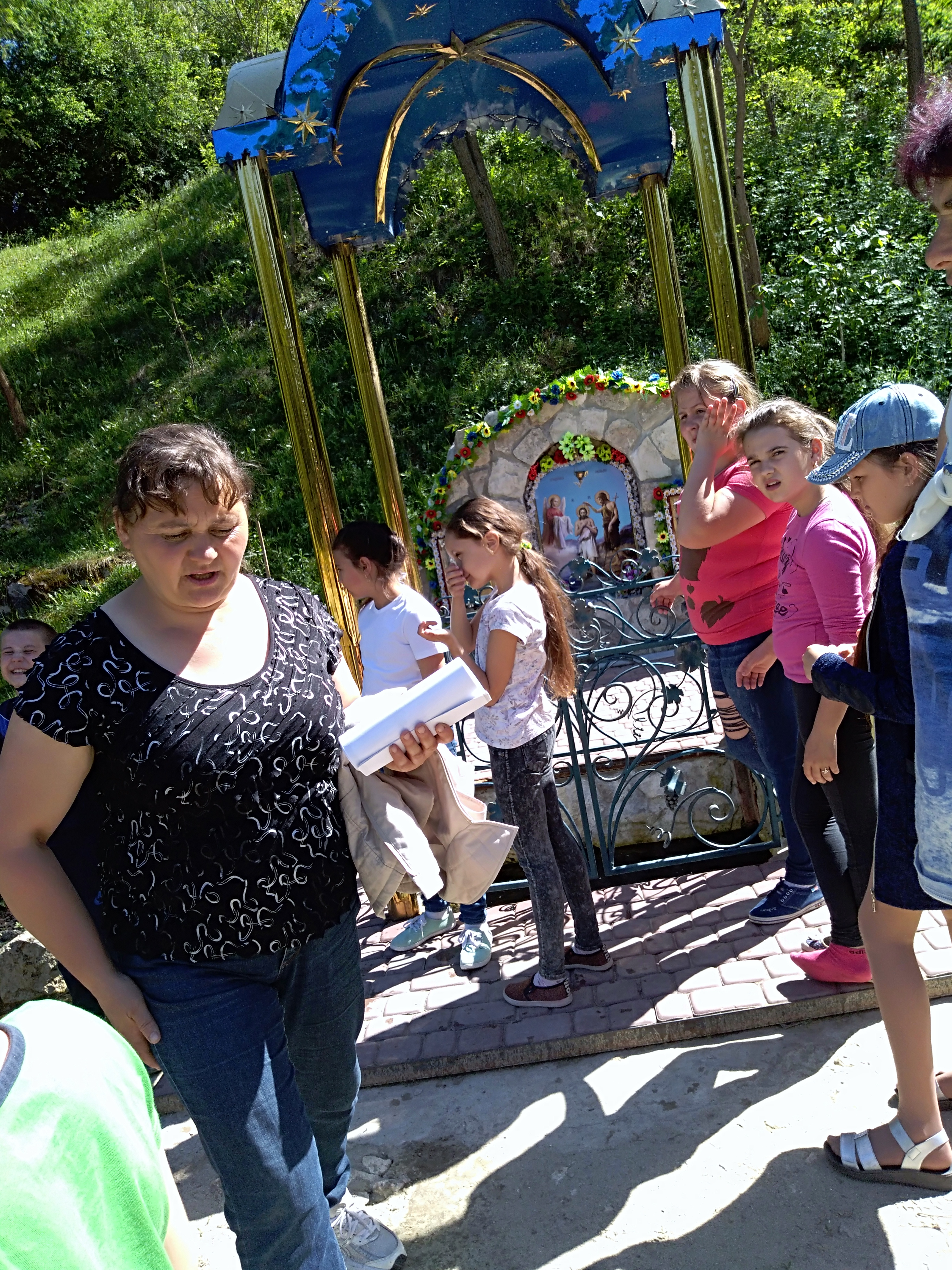
Краєзнавча мандрівка

Федорова криниця є місцем духовного життя громади та приваблює мешканців навколишніх сіл завдяки цілющій воді, облаштованій каплиці й купелі.